# The Saboteur
The Saboteur es un videojuego de acción en tercera persona, desarrollado por Pandemic Studios y publicado por Electronic Arts cuya historia tiene lugar durante la ocupación nazi de París en la Segunda Guerra Mundial.Su fracaso tanto en crítica como en ventas, propició el cierre del estudio creador el mismo año en el que fue lanzado el 4 de diciembre del 2009

## Argumento
La historia se sitúa en la Francia ocupada por los nazis, aunque también visitaremos ciertas zonas de Le Havre, Los Alpes y Alemania. El desarrollo es totalmente abierto, al estilo sandbox, sin limitaciones de a dónde ir o qué hacer, pero con el propósito de venganza de un joven ajeno en principio al conflicto.
Nuestro protagonista, Sean Devlin, está en parte basado en William Grover-Williams, uno de los héroes franceses de la época. Este joven francés desempeñó un gran papel en la liberación francesa: aunque corría en las carreras de Grand Prix (de hecho ganó dos premios de Mónaco en su Bugatti) y se desentendía de la guerra, se unió a la Special Operation Executive (una iniciativa británica contra las fuerzas del Eje) y consiguió infiltrarse en París en 1942, ayudando notablemente a la resistencia francesa, aunque un año después fue capturado y en 1945 ejecutado.
Uno de los rasgos más llamativos del juego de su puesta en escena es la transición del blanco y negro al color de las zonas ocupadas cuando son liberadas, y la jugabilidad en la que tendremos que sabotear las instalaciones y planes nazis, recordando ambos aspectos a películas como La lista de Schindler y Sin City, y dentro del ámbito de los videojuegos, a Assassin's Creed, Hitman y a la saga GTA.

## Personajes
Sean Devlin: es un irlandés conductor de carreras de alta velocidad y mecánico, que más tarde se hace saboteador. Sean busca venganza por la muerte de su amigo Jules, asesinado por Kurt Dierker, coronel que en secreto es Nazi e hizo trampas durante una carrera para ganar. Debido a esto siente un gran rencor, llevándolo a entrar a una instalación Nazi que se encontraba en la ciudad, sin saber que era una peligrosa base. Al ser descubierto se piensa (por acto de su amigo Jules), que él es un espía británico, lo que causa la muerte de su amigo y queda involucrado en la guerra contra los nazis en París.
Kurt Dierker: es un alemán Nazi que busca el dominio de París, camuflado como un famoso piloto de carreras, toma rumbo hacia una carrera en la cual está implicado Sean Devlin. Kurt al ver que Sean le está ganando, le dispara a un neumático haciendo que pierda la carrera, involucrando por causas del destino a Sean en la toma de París por los nazis.

## A nivel histórico. Breve aproximación
En este sentido el juego es una buena manera de aproximarse al ambiente de la época, tanto a nivel político como social y,  aunque mínimamente, a la bohemia parisina del momento representada por burdeles y cabaret.
Cabe destacar que el trato de uniformes, armas, vehículos y escenarios es bastante adecuado al momento histórico en el cual se enmarca la acción.
El juego, además, permite hacerse una idea de la organización de la Resistencia, el tipo de sabotajes que llevaba a cabo y la incidencia que tuvo en el marco de la Segunda Guerra Mundial.
No obstante, al tratarse de un videojuego de acción, es obvio que se toma algunas licencias y, es que algunos actos del personaje, por su indiscreción, difícilmente pudieron ser realizados realmente.
Además se echa en falta un trato a nivel político de la Resistencia como organización formada por diversas tendencias políticas, pues The Saboteur, tiende a presentarla como un cuerpo ideológico único y monolítico.